# Галактика (компания)
«Галактика» — российская компания, разработчик ERP «Галактика», один из крупнейших ERP-интеграторов в России. Организационно-правовая форма — АО. Штаб-квартира — в Москве.

## История
Корпорация «Галактика» создана в 1987 году Николаем Красиловым, Геннадием Гацко и Дмитрием Черных; деятельность была начата с автоматизации управления на ряде машиностроительных предприятий СССР.
После окончания МГУ коллектив выпускников, ставших затем основателями корпорации «Галактика», работал в Центральном институте военно-технической информации — отраслевом институте ГРУ Министерства обороны. Спустя некоторое время ими были выполнены первые проекты, связанные с автоматизацией управления на предприятиях машиностроения. Первые клиенты компании — Луцкий завод «Термометрия», Митинский опытно-экспериментальный завод «Росавтоспецоборудование», Ковровский электромеханический завод. К 1991 году у компании уже было полтора десятка заказчиков — крупных промышленных предприятий.
С помощью информационных технологий решались задачи бухгалтерского и складского учета, технической подготовки производства, управления кадрами и так далее. Помимо автоматизации управления, сотрудники коллектива занимались решением таких уникальных задач, как создание информационно-аналитической системы Верховного Совета СССР и Съезда народных депутатов. Кроме того, по заказу Правительства Москвы в 1992 году была разработана система, помогающая рассчитывать заработную плату в трамвайных, троллейбусных и автобусных парках города.
В 1995 году корпорация выпустила на рынок интегрированную систему автоматизации управления предприятием «Галактика» (теперь — система Галактика ERP), ориентированную на комплексное решение задач управления и реализованную в архитектуре «клиент-сервер». К 1997 году пользователями системы Галактика ERP стали более 2000 предприятий в России и СНГ. В корпорации было открыто новое направление деятельности — оказание услуг по внедрению, сопровождению и поддержке эксплуатации системы Галактика ERP, обучению пользователей. На базе системы разрабатываются отраслевые решения для нефтегазового комплекса, связи и телекоммуникаций, химической, пищевой промышленности, торговли, лесопромышленного комплекса.
В 1996—1997 годах расширилась структура корпорации: к центральным офисам в Москве и Минске были добавлены региональные представительства в Санкт-Петербурге, Екатеринбурге, Киеве, Алма-Ате. Партнерскую сеть компании составили 128 фирм.
В 1999 году линейка продуктов корпорации «Галактика» пополнилась новым решением — поисково-аналитическим комплексом Галактика ZOOM. Постепенно его пользователями стали федеральные телеканалы (Россия, НТВ), ряд силовых ведомств, органы государственного управления (Минэкономразвития, Центральная избирательная комиссия РФ), высшие учебные заведения (в частности, Московский государственный университет культуры), страховые компании (например, САО «Гефест»).
Ещё одним новым решением стала информационная система для руководителя, относящаяся к продуктам класса Business Intelligence.
К 2002 году были значительно расширены функциональные возможности системы Галактика ERP: в её состав вошли модули для планирования и управления финансами и производством. Заказчиками корпорации являлись свыше 5300 компаний, среди которых как флагманы отечественной экономики, так и предприятия среднего бизнеса.
2006 год ознаменовался выпуском новых решений, которые наряду с прежними разработками корпорации вошли в комплекс Галактика Business Suite. На рынок была представлена и новая версия системы Галактика ERP. Среди её отличительных особенностей — расширение функциональных возможностей, трёхуровневая архитектура, возможность удалённого доступа. в 2006 году количество предприятий, использующих решения корпорации, превысило 6000. В партнерской сети «Галактики» — более 200 компаний.
В 2007 году продолжилось развитие производственной функции системы Галактика ERP. В системе была реализована поддержка проведения MRP-расчета без учёта ограничений по мощностям, механизмы APS-планирования, оперативного управления и диспетчирования производства, появились новые средства для интеграции системы Галактика ERP с системами CAD/CAM/PDM/PLM. Новыми заказчиками корпорации «Галактика» стали 114 предприятий таких отраслей, как машиностроение, приборостроение, транспорт, пищевая промышленность, строительство, лесоперерабатывающий комплекс, химическая промышленность, нефтегазовый комплекс, а также государственные организации и высшие учебные заведения.
В 2008 году корпорация «Галактика» получила международный сертификат качества ISO-9001 и успешно прошла инспекционный контроль на соответствие стандарту ISO 9001 и подтвердила соответствие этому стандарту системы менеджмента качества проектирования, разработки, внедрения, технической поддержки и сопровождения программного обеспечения для управления предприятием в 2009 году. Клиентскую базу корпорации пополнили 112 предприятий-заказчиков.
В 2009 году, помимо основных продуктов, активно развивался комплекс Галактика Business Intelligence. Это решение используется предприятиями химической отрасли, энергетики, торговли для управления сбытом, запасами, снабжением.
В структуре корпорации «Галактика» создан Экспертный центр по работе с высшими учебными заведениями. В 2009 году компания выпустила на рынок бесплатные варианты своих ERP и BI систем.
Весной 2010 года компания частично открыла коды ERP и BI продуктов.
2010 год — новыми возможностями для управления производством, финансами, логистикой, МТО, персоналом пополнился основной продукт корпорации — Система Галактика ERP. Новые инструменты появились в системе поддержки принятия решений Галактика BI. Развивались специальные решения для управления НИОКР, проектами, активами, недвижимостью, транспортом, логистикой, договорами, капитальным строительством, ремонтами и другого. Появились новые решения по управлению проектами и управлению проектным производством.
В 2010 году в структуре корпорации создаётся Экспертный центр по работе с высшими учебными заведениями. Центр организован на базе Северо-Западного регионального отделения корпорации «Галактика», специалисты которого имеют большой опыт и экспертизы в выполнении проектов автоматизации управления в учебных заведениях.

Начала работу Программа поддержки клиентов — новая форма взаимодействия корпорации с клиентами, в которой приняли участие высшее руководство предприятий-заказчиков.

###### 2011
- Разработка компонентов Ranet OLAP с функциональными возможностями, которые ранее в комплексе не предлагал ни один из других производителей. Таким образом, Ranet OLAP стал одним из первых на рынке решений для SSAS на Microsoft Silverlight.
- В 2011 г. корпорации «Галактика» получает статус Microsoft Silver Independent Software Vendor (ISV) в рамках партнерской программы Microsoft Partner Network.
- В 2011 году вышло сразу несколько специализированных решений корпорации: «Автоматизация учета ТМЦ с использованием штрих-кодов» — решение позволяет применять технологии штрих-кодирования при выполнении складских операций учета и «Мобильное управление торговлей» — специализированное решение для управления ассортиментной политикой, сбытом и логистикой на предприятиях, работающих через сеть торговых представителей.
- Рынку представлен новый продукт корпорации – Галактика ЕАМ, современная система управления производственными активами и процессами ТОиР на основе передовых методик обслуживания оборудования.

###### 2012
- Выходит версия 9.1 интегрированной системы управления предприятием «Галактика ERP» с новыми возможностями обработки больших объемов данных, графического отображения и анализа бизнес-информации.
- Корпорация выводит на рынок новое комплексное решение по управлению производственными процессами на промышленных предприятиях — «Галактика AMM».
- Корпорация «Галактика» представила новый продукт – «Web-портал вуза», который интегрирован с решением «Галактика Управление Вузом».
- Выход новой системы «Галактика Расписание учебных занятий», предназначенной для автоматизации процесса составления расписания учебных занятий в образовательных учреждениях высшего и среднего профессионального образования.

###### 2013
- Выход новой технологической платформы Галактика CnP (Consolidation and Planning), предназначенной для создания решений консолидации, планирования, мониторинга и анализа в холдинговых структурах.
- Рынку представлен новый официальный коммерческий релиз тиражной системы «Галактика EAM» версии 2.2, которая становится доступной в трех пакетах: Start, Standart и Enterprise. Для малого, среднего и крупного бизнеса соответственно.
- Выпускаются специальные тиражные решение «Галактика ЕАМ Водоканал» и «Галактика ЕАМ Горсвет» для управления техническим обслуживанием и ремонтами (ТОиР). Основной целью решений является оптимизация работы технических служб и повышение эффективности их деятельности.

###### 2014
- «Галактика» разработала первый проект кроссплатформенного приложения Мобильный офис для системы «Галактика ERP» — мобильное приложение для просмотра аналитических данных с устройств под управлением Android, iOS и Windows Phone.
- Выпущен новый релиз системы «Галактика ЕАМ» версии 3.1, включающий дополнительные прикладные и системные модули, новые режимы пользовательских иерархий и фильтров, подсистему управления бизнес-процессами и документооборотом на основе Workflow и др.
- В корпорации стартовали продажи технологической платформы Xafari Framework для разработчиков в Российской Федерации и на международном рынке.

###### 2015
- Корпорация продолжает применение технологии штрихкодирования в проектах по автоматизации бизнес-процессов производственной и складской логистики.
- Выпущена первая версия решения «Галактика Бюджетирование» в составе линейки «Галактика CPM».

###### 2016
- Корпорация разработала и представила новое решение для управления человеческим капиталом – Галактика HCM.
- По результатам исследования аналитического центра TAdviser корпорация «Галактика» становится лидером по количеству внедрений ERP-систем в машиностроительной отрасли.
- Северо-западное региональное отделение корпорации «Галактика» (Санкт-Петербург) отмечает 20-летний юбилей.
- ПАО «Транснефть» и корпорация «Галактика» подписали соглашение о сотрудничестве для повышения уровня взаимодействия в реализации ИТ-стратегии в части разработки и внедрения систем Галактика ЕАМ и «Галактика ERP».
- Запущены новые продукты в составе линейки решений «Галактика CPM». Среди них «Галактика Консолидация отчетности», «Галактика Инвестиционное планирование», «Галактика Бюджетирование», «Галактика Казначейство».

###### 2017
- Корпорация «Галактика» отмечает 30-летний юбилей. Реализовано более 6500 проектов для 1200 заказчиков.
- На базе решений корпорации «Галактика» под эгидой Минпромторга РФ совместно с Фондом развития промышленности разрабатывается Национальная B2B-платформа «Государственная информационная система промышленности».
- Корпорация «Галактика» реализует масштабный ERP-проект для мирового лидера ракетного двигателестроения АО «НПО Энергомаш».
- Компанией Транснефть в годовом отчете отражен пересмотр ИТ-стратегии в части смены платформы для построения единой корпоративной интегрированной информационной системы управления организаций системы Транснефть (ОСТ) с SAP ERP на «Галактика ERP» и «Галактика EAM».
- Старт проекта с компанией Транснефть по паспортизации и управлению техническим облуживанием и ремонтами всех инфраструктурных объектов компании на базе «Галактика EAM».
- Все основные продукты корпорации «Галактика» включены в Единый реестр Минкомсвязи России.

###### 2018
- Корпорация «Галактика» подписала стратегические соглашения о сотрудничестве в сфере цифровизации и импортозамещения с ОАО «РЖД», госкорпорацией Росатом, «Авиационным комплексом им. С.В. Ильюшина», УВЗ, корпорацией «Тактическое Ракетное Вооружение», АО «Центр технологии судостроения и судоремонта».
- Подписано соглашение с Минпромторгом РФ и Фондом развития промышленности о совместном развитии Государственной информационной системы промышленности на базе «Галактика AMM».
- Проект по предиктивной аналитике по ТОиР в НК Роснефть РН-Комсомольский НПЗ признан лучшим в номинации «Прогностическое обслуживание производственного оборудования» в IX конкурсе «Лучшие 10 ИТ-проектов для нефтегазовой отрасли».
- В рамках Отраслевого центра разработки и внедрения информационных систем ОАО «РЖД» создан Центр компетенций по решениям корпорации «Галактика».
- «Галактика» входит в 5-ку крупнейших ИТ-компаний по количеству проектов в общем рейтинге TAdviser.
- На базе «Галактика ERP» произведен расчёт заработной платы на 1 млн. сотрудников за 4 часа.
- Представлена импортонезависимая «Галактика ERP» 9.1 на базе СУБД Postgres Pro.

###### 2019
- Корпорация «Галактика» выпустила новый программный продукт – систему «Галактика MES», которая дополнила линейку решений для реализации сквозного управления производством на всех уровнях.
- Госкорпорация «Роскосмос» и корпорация «Галактика» заключили меморандум о сотрудничестве в области цифровизации ракетно-космической промышленности.[3]

## Деятельность
В комплекс бизнес-решений «Галактики» входят: система «Галактика ERP» (планирование ресурсов предприятия); Галактика Business Intelligence (поддержка принятия управленческих решений); ряд специальных и отраслевых решений. В 2009 году корпорация «Галактика» открыла новый проект в рамках концепции свободного программного обеспечения. В состав свободного ПО «Галактики» входит система «Галактика Экспресс» — бесплатная ERP-система, которая поддерживает законодательство России, Украины, Беларуси и Казахстана, и линейка продуктов «Галактика BI» — программные продукты для работы с OLAP системами через интернет.
По данным CNews Analytics, выручка компании по ERP-направлению (она же и общая выручка) в 2007 году — 982,355 млн руб. (рост на 10 %, в 2006 общая выручка 893,050 млн руб., выручка по ERP-направлению — 509,039 млн руб., рост на 93 %).
По данным CNews, доходы компании в 2008 г. — 1,025 млрд руб. (рост на 4 %). По собственным данным компании, в 2008 выручка — $41 млн (в 2007 — $36,6 млн, рост на 12 %). Доля услуг в доходах корпорации — 61 %, доля доходов от продажи лицензий — 39 %.
По данным CNews, доходы компании в 2013 г. — 1,452 млрд руб. (рост на 1,4 %).
В 2019 году Фонд «Сколково» и корпорация «Галактика» заключили партнерское соглашение. На территории Инновационного центра «Сколково» будет создан научно-технический центр «Галактика НТЦ». Он займется оцифровкой сложных технологических объектов и систем, в том числе предсказательным моделированием в энергомашиностроении, разработкой автоматизированных систем управления и предупреждения, систем управления жизненным циклом сложных инженерных объектов и визуализации данных аналитических систем. В сфере интересов Центра работа над индустриальным применением интернета вещей в области машиностроения, приборостроения и новой микроэлектроники, а также разработка технологических решений для аэрокосмической промышленности.

## Партнерская сеть
Региональная и партнерская сеть корпорации «Галактика» — это:
- 3 офиса в столицах стран СНГ (Москва, Минск, Алматы);
- 2 региональных отделения (Санкт-Петербург, Екатеринбург);
- 3 официальных региональных представительства (ЗАО «ТюмБИТ-АСУ», Тюмень, ООО «Финансовые технологии», Новокузнецк, ООО «Софт Сервис Групп», Хабаровск);
- 4 корпоративных партнера (Фалькон Плюс, Проекты и решения, Галактика-Ангара, Март-Консалтинг); более 200 партнерских фирм;
- 8 авторизованных учебных центров (Северо-Западное отделение в Российской Федерации, Центральный офис в Российской Федерации, Центральный офис в Республике Беларусь, Центральный офис на Украине, Центральный офис в Республике Казахстан, Уральское отделение в Российской Федерации, ЗАО «Тюмбит-АСУ», ООО «Проекты и решения»).

## Региональные отделения
В состав корпорации «Галактика» входит 6 региональных представительств — центральных офисов в столицах стран СНГ и отделений в крупнейших городах России. Это:
- Центральный офис в Российской Федерации
- Центральный офис в Республике Беларусь
- Центральный офис в Республике Казахстан
- Северо-Западное отделение в Российской Федерации
- Уральское отделение в Российской Федерации

В задачи региональных представительств входит продвижение решений корпорации «Галактика» на локальных рынках, оказание услуг по ИТ-консалтингу, внедрению и сопровождению программных продуктов «Галактики», обучению пользователей.

## Рейтинги и награды
По данным исследования IDC Russia Enterprise Application Software 2009—2013 Forecast and 2008 Vendor Shares корпорация «Галактика» входит в топ-5 лидеров российского рынка интегрированных систем управления предприятием. Её доля в 2008 году составила 4,1 %.
По результатам рейтинга агентства «Эксперт РА» корпорация «Галактика» в 2010 году вошла в число сорока ведущих ИКТ-компаний России.
Согласно ежегодному российскому рейтингу ИТ-компаний журнала «Коммерсантъ-Деньги» корпорация «Галактика» по результатам 2013 года входила в топ-10 крупнейших разработчиков программного обеспечения России.
В 2018 году корпорация «Галактика» была включена в топ-50 крупнейших ИТ-компаний России (по данным Cnews Analytics).